# 何亮清
何亮清，字夢寅、一字湘雪，贵州贵阳人，清朝政治人物，進士出身。

## 生平
咸豐十年（1860年）清文宗三旬庚申科進士，二甲二十八名，选翰林院庶吉士，散館改四川知縣。